# Etlingera grandiflora
Etlingera grandiflora  (лат.) — вид однодольных растений рода Этлингера (Etlingera) семейства Имбирные (Zingiberaceae). Под текущим таксономическим названием был описан британской учёной-ботаником Роузмари Маргарет Смит в 1986 году.

## Распространение, описание
Эндемик Папуа — Новой Гвинеи, встречающийся на северо-востоке страны.
Корневищный геофит.
Следующее описание было предложено для таксона Geanthus grandiflorus Valeton, в настоящее время входящего в синонимику Etlingera grandiflora. Лист размером 40×10 см. Соцветие длиной 11,5 см. Губа(?) около 25 мм в длину и ширину.

## Синонимы
Синонимичное название-базионим — Geanthus grandiflorus Valeton.